# 谷徹
谷 徹（たに とおる、1954年 ‐ ）は、日本の哲学者・哲学研究者。立命館大学名誉教授。専門は現象学。

## 来歴
1954年愛知県一宮市生まれ。愛知県立旭丘高等学校、慶應義塾大学文学部哲学科倫理学専攻卒業。慶應義塾大学大学院文学研究科哲学専攻博士課程単位取得退学。1998年東北大学より博士（文学）の学位を取得。九州歯科大学歯学部講師、城西大学女子短期大学部助教授、城西国際大学人文学部助教授を経て、2003年立命館大学文学部教授。2008年、立命館大学内に間文化現象学研究センターを創設。2020年定年退職。。

## 著書
- 『意識の自然』、勁草書房、1998年
- 『これが現象学だ』、講談社現代新書、2002年
- 『他者の現象学Ⅲ』共編著、北斗出版、2004年
- 『暴力と人間存在』共著、筑摩書房、2008年
- ”Aufnahme und Antwort”共編著,Königshausen & Neumann,2011年

## 所属学会
- 実存思想協会

2003‐2005年　理事
- 日本倫理学会

2000‐2002年　編集委員・和辻賞選考委員
- 日本哲学会

1999‐2003年　編集委員
- 日本現象学会

2000年　委員
2005-2007年　事務局長
- Gesellschaft fuer interkulturelle Philosophie